# Trajče Nedev
Trajče Nedev (Trajko Nedev sur le site de la FIDE) est un joueur d'échecs macédonien, né le 27 février 1973. 
Au 1er mars 2021, Trajče Nedev est le numéro quatre macédonien avec un classement Elo de 2 485 points.

## Biographie et carrière
Grand maître international depuis 2000, Trajče Nedev remporta le championnat de Macédoine en 1997, 2000 et 2011. 
Trajče Nedev a représenté la Macédoine lors de douze olympiades consécutives de 1996 à 2018, jouant au premier échiquier à trois reprises (de 2012 à 2016) et marquant 66 points en 122 parties. En 1996, il remporta une médaille de bronze individuelle à l'échiquier de réserve,,.
En 2016, il remporta la Coupe d'Europe des clubs d'échecs avec l'équipe du Alkaloid de Skopje (il était remplaçant et marqua 1 point en deux parties).
Il a également participé au championnat d'Europe d'échecs des nations avec la Macédoine de 1997 à 2011, puis en 2017 et 2019, remportant la médaille d'argent avec 5,5 points sur 7 marqués au quatrième échiquier (dont une victoire sur Zoltan Gyimesi) en 2003. En 2001, il participa au championnat du monde d'échecs par équipes (au deuxième échiquier, la Macédoine finit avant-dernière sur neuf équipes).

## Publication
- (en) Atanas Kolev, Trajče Nedev, The Easiest Sicilian, Chess Stars, 2008,  (ISBN 9-548782-66-9)